# Awkwardness
『awkwardness』（オークワードネス）はRanの1枚目のアルバム。2025年7月30日、B ZONEから発売予定。

## 収録曲

### CD
1. 予感
  - 作詞・作曲：Ran　編曲：宮永治郎
  - 「フジトランス グループ」TVCMソング[1][2]
  - この曲のテーマは“好き”。シンプルだが強い“好き”という言葉を軸に、自分らしく生きることの大切さが楽曲に込められた。壮大な生ストリングスと温かみのあるサウンドが混じり合った美しいミディアムバラードは、マスタリングエンジニアにOASISの名盤『モーニング・グローリー』を手がけたアンディー・ボールドウィンを起用した[1][2][3]。
2. Lady Frappuccino, feat.植田真梨恵
  - 作詞・作曲：Ran、植田真梨恵　編曲：森良太
3. シトラスを奪って
  - 作詞：Ran　作曲・編曲：戸嶋友祐
4. なんでもない人
  - 作詞・作曲：Ran　編曲：宮永治郎
5. あなたと
  - 作詞：Ran　作曲・編曲：h-wonder
6. あの日 feat.新山詩織
  - 作詞・作曲：Ran、新山詩織　編曲：黄勝日
7. ドリアン feat.mihoro*
  - 作詞・作曲：Ran、mihoro*　編曲：坂本夏樹
8. 少女たち
  - 作詞・作曲：Ran　編曲：村田有希生
9. 幻 -self cover-
  - 作詞・作曲：Ran　編曲：小野塚晃
  - 原曲は小片リサのアルバム「montage」の収録曲[4]。

### DVD（初回限定盤）
2024年9月28日にSpotify O-Crestで開催された「Ran one man live -heart-」でのライブ映像を収録。
1. 黒い息
2. ドリアン feat.mihoro*
3. おれんじ
4. シトラスを奪って
5. piece of gum
6. Lady Frappuccino, feat.植田真梨恵
7. sheets
8. そんなこと
9. あなたと
10. 蘇生
11. 華たち
12. 愛おしい日々
13. あの日 feat.新山詩織
14. 夜逃げ
15. 幻（弾き語りver.）
  - この曲からアンコール
16. ねぇ（弾き語りver.）
17. ご飯の食べ方

## レコーディング参加
- Ran - ボーカル(#ALL)
- 植田真梨恵 - ボーカル (#2)
- mihoro* - ボーカル (#6)
- 新山詩織 - ボーカル (#7)
  - 宮永治郎 - ギター、ベース(#1, 4)
  - 森良太 - ギター (#2)
  - 戸嶋友祐 - ギター (#3)
  - 川崎智哉 - ギター (#5)
  - 黄勝日 - ギター (#6)
  - 坂本夏樹 - ギター (#7)
  - 村田有希生 - ギター、ベース (#8)
  - shizupi（wagamama） - ベース (#3)
  - 花村智志 - ベース (#7)
  - 吉田太郎 - ドラム(#1)
  - ミツヤスカズマ（ポルカドットスティングレイ） - ドラム (#3, 7)
  - Ryo Yamagata - ドラム（#8）
  - 鳥山昂 - キーボード (#7)
  - 小野塚晃 - ピアノ (#9)
  - 藤﨑美乃 - バイオリン (#1)
  - 平野悦子 - バイオリン (#1)
  - 藤原歌花 - ヴィオラ (#1)
  - 友田唱 - チェロ (#1)